# Розумовська Ганна Кирилівна
Графиня Ганна Кирилівна Розумовська (1 грудня 1754 — 20 червня 1826) — донька українського гетьмана Кирила Розумовського, молодша сестра Наталії Загряжської.

## Біографія
Четверта донька графа Кирила Розумовського від шлюбу з фрейліною Катериною Наришкіною. Ім'я отримала на честь сестри батька Ганни Закревської.
Розумовський серйозно підходив до питання виховання своїх 10-х дітей. До молодих графинь прикріплювалися «мадами», до них приходили вчителі, обрані батьком після суворого відбору. Обдаровані від природи дві старші доньки, Наталія та Єлизавета, почали писати і думати по-французьки, насилу володіючи рідною мовою.
На противагу їм, Ганна, хоча й отримала однакову з сестрами освіту, погано засвоїла виховання на французький лад. Вона до кінця життя залишилася простою українкою і з дитинства вже була богомольною.
Всі доньки графа Розумовського перебували фрейлінами при імператриці Катерині II. В ті часи штат фрейлін був вкрай обмеженим, їх було всього 12. Ганна стала фрейліною восени 1772 замість своєї сестри Наталії, після її одруження, але пробула на посаді недовго.
26 квітня 1773 одружилася з дійсним камергером Василем Васильчиковим, братом єкатерининського фаворита. Їхнє весілля відбулося в Царському Селі і, як говорили, проти волі нареченої. Молоді оселилися у власному будинку в Петербурзі на Мільйонній, 22, який чоловік Ганни Розумовської купив у 1773 у відставного капітана Апраксіна.
Після відставки фаворита Васильчикова, не тільки він, а й його родичі вважали за краще піти від двору.
У 1778 Васильчикові продали свій будинок герцогині Євдокії Бірон і переїхали до Москви.
У 1779 в Москві Ганна Розумовська народила свою молодшу доньку Марію.
Сестра Наталя Загряжська, що гостювала у неї в той час і мала великий вплив на Васильчикова, була бездітною і бажала знайти приймака, практично викрала у сестри племінницю, що народилася при ній, і відвезла до Петербурга.
Васильчикові стали домагатися повернення доньки, але Загряжська оголосила, що в разі, якщо їй залишать Марію, вона зробить її єдиною спадкоємицею свого величезного спадку. Васильчикові вирішили не перешкоджати щастю доньки, а графу Кирилу Розумовському пізніше вдалося примирити доньок.
У Москві Ганна Розумовська мала повну можливість віддаватися своєму потягу до церковних служб і побожного життя. У 1789 її батько писав синові: «Васильчикова сьогодні потяглася до Ростова, на прощу, що досить дивно, бо в Москві церкви, як гаї, стоять, і будь-яку обирати можна на моління».
У 1797 Ганна Розумовська, передавши всі свої статки чоловікові, вирішила прийняти постриг, але чоловік їй не дозволив і наполіг, щоб вона продовжила світське життя.
З цього часу вона стала мандрівною «черницею» і часто вирушала на прощу до різних церковних святинь. Ніжно люблячи батька, вона часто відвідувала його в Батурині, зупиняючись при цьому в Києві, у Флорівському монастирі. У 1806 її бачила англійка Марта Вільмот, що описувала її, як високу і величну даму, одягнену в похмуру чорну сукню, з кораловими чотками в руках, яка «обурюється і кається, заявляючи про свій намір запропонувати богу те, що залишилося від диявола».
Овдовівши у 1808, Розумовська постриглася в черниці під ім'ям Агнія. Померла в Калузькому монастирі 20 червня 1826 і була похована поряд із чоловіком у Іллінської церкві села Скуригіно Подільського повіту, побудованій на кошти Васильчикова в 1781.

## Родина
У шлюбі народила 3 синів і 2 дочок:
- Катерина (1773 / 1774 — 16.10.1816), була першою дружиною камергера, пізніше сенатора, князя Миколи Вяземського (1769–1846), рідна сестра якого, княгиня Марія Голіцина, в 1802 одружилася з дядьком Васильчикової, графом Л. Розумовським.
- Олексій (09.09.1776 — 18.04.1854), сенатор, був одружений з Олександрою Іванівною Архаровою (1795–1855), донькою генерала І. Архарова.
- Олександр (04.05.1777 — 31.05.1842), був одружений з Глафірою Зубовою (1776–1838).
- Марія Кочубей (10.09.1779-12.01.1844), фрейліна і статс-дама, з 1799 в шлюбі з князем Віктором Кочубеєм.
- Кирило (178. — 01.08.1827), полковник.

## Галерея

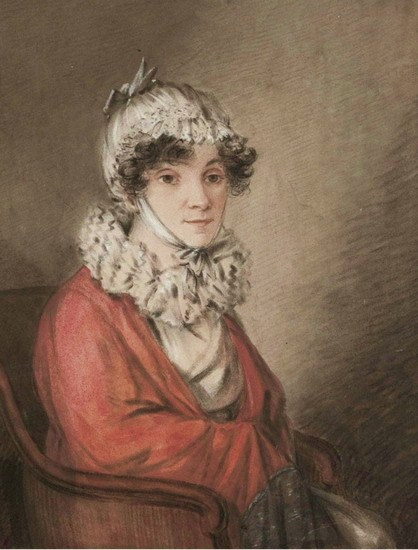
Катерина, донька
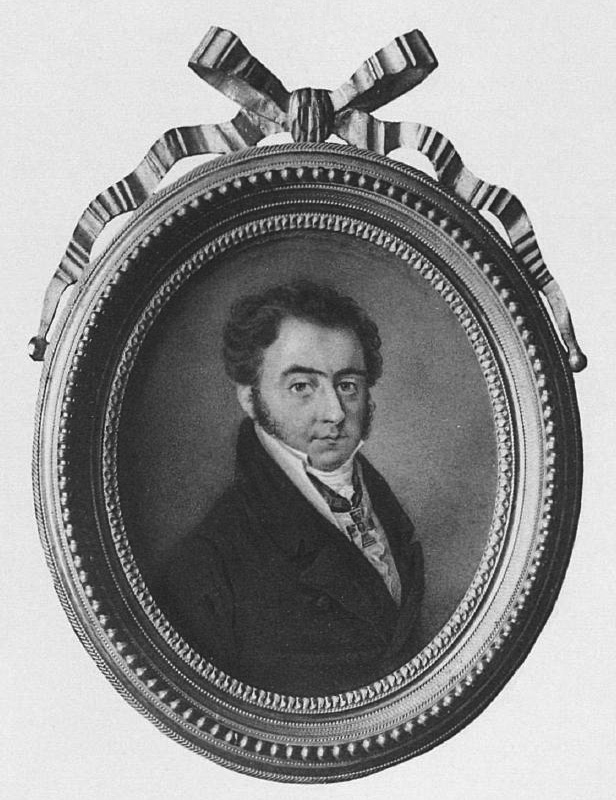
Олексій, син
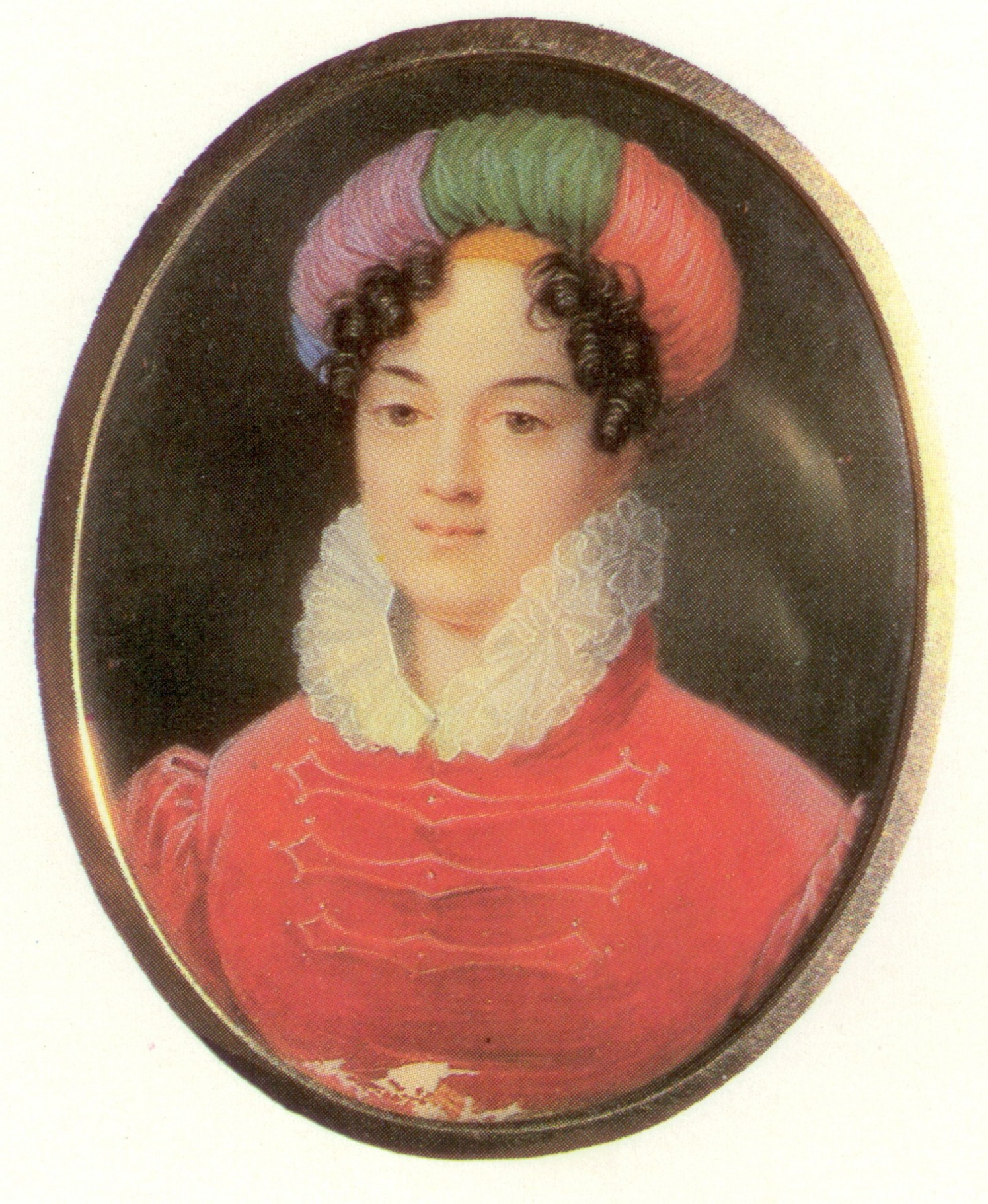
Олександра, невістка
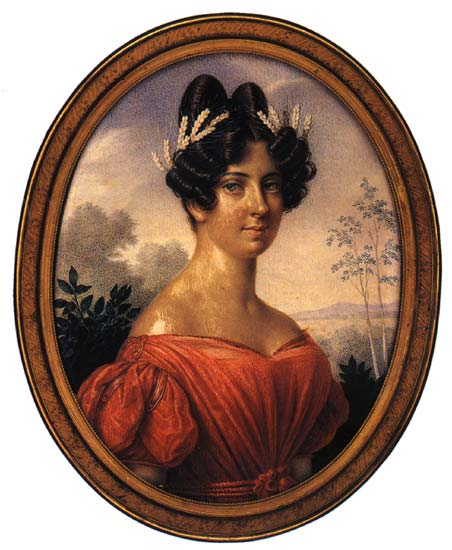
Марія, донька